# Нижний Кугенер (Сернурский район)
Нижний Кугенер (мар. Койсола) — деревня в Сернурском районе Республики Марий Эл. Входит в состав Верхнекугенерского сельского поселения.

## География
Находится в северо-восточной части республики Марий Эл на расстоянии приблизительно 5 км на юго-восток от районного центра посёлка Сернур.

## История
По преданиям, первыми жителями являлись переселенцы из деревни Коймары из-под Казани. В 1836 году в деревне насчитывалось 16 дворов и 119 человек, в 1876 году в 48 дворах проживали 348 человек. В 1885 году осталось 36 хозяйств. Из 36 дворов деревни в 4-х проживали русские, в остальных — мари. В 2005 году в деревне отмечено 48 дворов. В советское время работали колхозы «У Койсола», «Смена», «Чевер ужара», с 2001 года сельхозартель «Страда».

## Население
Население составляло 168 человек (мари 95 %) в 2002 году, 190 в 2010.